# 萨塔二世
萨塔二世（Satha II，1702年—1749年），又称巴龙列谢十世（បរមរាជាទី១០，Barom Reachea X），柬埔寨黑暗時期的一位國王。曾兩度在位：1722年-1736年，1749年。本名安谢（អង្គជី，Ang Chee），越南史料稱之為匿螉他。
萨塔二世是乔华三世之子。1722年接受父親的禪位。1736年，托摩列谢三世自暹羅回國，驅逐萨塔二世並奪位。萨塔二世逃往嘉定（今胡志明市），尋求越南阮主的避難。
1747年，托摩列谢三世病死，其子托摩列谢四世嗣立，與安兴（Ang Hing）、安東等人爭奪王位。1749年，萨塔二世被阮主派兵護送回國復位。不久，被吉·哲塔七世驅逐，再度逃往嘉定。同年在嘉定病死。
安农二世是萨塔二世的兒子。